# Al Killian
Albert Killian (Birmingham (Alabama), 15 oktober 1916 - Los Angeles, 5 september 1950) was een Amerikaanse jazz-trompettist, die thuis was in verschillende stijlen: swing, bebop en jump-blues. Hij speelde hoge noten.
Killian begon zijn muzikale carrière in het midden van de jaren dertig bij de band van Charlie Turner. Daarna speelde hij in de bigbands van Baron Lee, Teddy Hill, Don Redman (1940), Claude Hopkins, Count Basie (1940-1942), Charlie Barnet (verschillende periodes 1943-1946) en Lionel Hampton (verschillende periodes in 1942-1946). In 1946 richtte hij zelf een bigband op, maar stopte met het leiden ervan om met Norman Granz' Jazz at the Philharmonic te gaan toeren, waarin hij speelde naast mannen als Charlie Parker, Dizzy Gillespie en Lester Young. Hierna speelde hij in bands van onder meer Billy Eckstine en Earl Spencer. 
Rond 1947 werd hij lid van het orkest van Duke Ellington, als opvolger van Cat Anderson. Met Ellington trad hij op in het Carnegie Hall-concert van 1947 en ging hij ook op tournee naar Europa. Ellington schreef in die jaren de compositie Killian's Lick. In deze periode leidde Killian in Los Angeles overigens ook een jam-sessie waar bop werd gespeeld, met onder meer de saxofonisten Sonny Stitt en Wardell Gray. Killian zou de laatste jaren van zijn leven bij Ellington spelen.
Killian werkte verder onder meer met T-Bone Walker, zanger Paul Robeson en Slim Gaillard. Count Basie heeft Killians compositie 1,2,3,4,5,6,7,8,9 negen keer opgenomen.
Killian werd vermoord door zijn huisbaas. 

## Discografie
- Black California: central Avenue 1945-1950 (diverse artiesten, onder wie Killian en Roy Porter), Saga, 1995